# Glypta abbreviata
Glypta abbreviata är en stekelart som beskrevs av Dasch 1988. Glypta abbreviata ingår i släktet Glypta och familjen brokparasitsteklar. Inga underarter finns listade i Catalogue of Life.